# Dick Turpin (televisieserie)
Dick Turpin was een Engelse dramaserie die op de Engelse tv werd uitgezonden van 1979 tot 1982, gebaseerd op de historische figuur Dick Turpin. Dit was een struikrover die na zijn dood verheerlijkt werd in balladen en verhalen, o.a. van de 19e-eeuwse Engelse schrijver  William Harrison Ainsworth. De serie speelde zich af in Epping Forest rond de voormalig soldaat Dick Turpin, die per vergissing wordt aangezien voor de beruchte struikrover en zich gaat inzetten om de armen en onderdrukten te helpen. De serie werd in Nederland door de VARA uitgezonden tussen 1980 en 1983.

## Rolverdeling
| Acteur             | Personage    |
| ------------------ | ------------ |
| Richard O'Sullivan | Dick Turpin  |
| Alfie Bass         | Isaac Rag    |
| Keith James        | Davy         |
| Joan Rhodes        | Big Nell     |
| Michael Deeks      | Swiftnick    |
| Patrick Macnee     | Lord Melford |
| Mary Crosby        | Jane Harding |
| Susan Hampshire    | Lady Melford |
| Oliver Tobias      | Noll Bridger |
| Annabelle Lee      | Poll Maggot  |
| Ed Bishop          | Sam Harding  |
| Clive Curtis       | Saul         |
| Patrick Ryecart    | Fytton       |

## Verhaal
Het is 1739 en in York wordt Dick Turpin, een beruchte struikrover, opgehangen. Althans dat lijkt zo. De man die echter aan de galg bungelt, is niet de echte Dick Turpin, maar iemand die deze naam heeft aangenomen. De echte Dick Turpin is op dat moment net in Engeland teruggekeerd na drie jaar in het Britse leger in het buitenland te hebben gediend. Als Turpin naar zijn ouderlijk huis gaat, een boerderij, komt hij erachter dat zijn ouders zijn gestorven aan uithongering. Ze zijn door Sir John Glutton, een rijke landeigenaar, uit huis gehaald en van de honger gestorven. Turpin is woedend en besluit zijn ouders te wreken door de rijken en in het bijzonder Glutton te bestelen. Als hij door het bos rijdt, vermomd als dokter, wordt Turpin overvallen door een gemaskerde struikrover die zich bekendmaakt als … Dick Turpin. De echte Turpin weet zijn imitator te overmeesteren en trekt zijn masker af. Het blijkt Nick Smith te zijn, de zoon van Mary Smith de herbergierster van de herberg “The Black Swan”. Nick en zijn moeder dreigen uit de herberg gezet te worden als ze niet snel twintig pond geven aan kapitein Nathan Spiker, de handlanger van Sir John Glutton. Nick was er als Dick Turpin op uit gegaan om mensen te beroven en zo de twintig pond in handen te krijgen. Hoewel Turpin het geld voorschiet aan Mary wordt haar zoon toch opgepakt door Spiker en opgesloten. Hij wordt echter bevrijd door Dick Turpin en samen vluchten ze naar het woud. Turpin zit nu noodgedwongen opgescheept met een handlanger die hij Swiftnick doopt om te voorkomen dat Nicks echte naam bekend wordt. Beide mannen storten zich nu als struikrovers op de rijken en geven veel van hun buit aan de armen. Zo worden hiermee razend populair bij het volk. Helaas kunnen ze niet op hun lauweren rusten, aangezien kapitein Spiker en zijn mannen een genadeloze achtervolging inzetten.

## Productie
De serie werd bedacht door Richard Carpenter en uitgewerkt in samenwerking met Paul Knight en Sydney Cole. Het scenario werd behalve door Carpenter ook geschreven door John Kane, Charles Crichton en Paul Wheeler. De serie werd grotendeels opgenomen in Gatetarn in Seacastle tussen 1978 en 1980. Het was een vondst van Carpenter om de serie te laten spelen na de dood van de historische Dick Turpin in 1739. De echte Turpin was een moordenaar en een veedief en dat bood weinig morele achtergrond. Door te suggereren dat een valse Turpin in 1739 werd opgehangen kon men een Dick Turpin creëren die een held van het volk was, een Robin Hood van de achttiende eeuw. Acteur Richard O”Sullivan bekend van de serie Man About the House en Robin’s nest stond vooral bekend als acteur in komedies. Hij was zelf echter blij de overstap te kunnen maken naar een avonturenserie vol zwaardgevechten, paardrijden en andere jongensboekavonturen.

## De echte Dick Turpin
De echte Dick Turpin leefde van 2 september 1706 (Hempstead, Essex) tot 7 april 1739 (York) en maakte carrière als gewelddadig struikrover, veedief en moordenaar.
Enige tijd leefde hij in het noorden van Engeland onder de schuilnaam John Palmer. Zijn oude schoolmeester herkende in een brief het handschrift van zijn vroegere pupil en gaf hem aan. Hij  ontving hiervoor een beloning van 200 pond. 
Turpin werd veroordeeld voor veediefstal, niet voor de moorden en overvallen die hij ook had gepleegd. Hij werd ter dood veroordeeld door ophanging. Vlak voor de executie beklom hij de ladder naar de galg en liet zichzelf naar beneden storten. De beul zou ook de eveneens veroordeelde struikrover Thomas Hadfield zijn, die vrij van strafvervolging bleef omdat hij bereid was als beul op te treden.